# 中矢一義
中矢 一義（なかや かずよし、1940年 - ）は、日本の文化学者、音楽評論家、慶應義塾大学名誉教授。専門は18世紀英国芸能史。

## 来歴
新潟県新潟市出身。新潟県立新潟高等学校を経て、1962年東京外国語大学英米科卒業、1968年東京都立大学 (1949-2011)人文科学研究科博士課程中退、同大学英文研究室助手、1969年國學院大學専任講師、1973年慶應義塾大学法学部専任講師、1979年助教授、1986年教授、2005年定年退職、名誉教授。
1996年 - 2002年長岡リリックホール館長。国際音楽フェスティヴァル、オペラなどの総合プロデュースを多数手がけた。雑誌に多くの音楽評を書いた。

## 監修
- 『公共ホールの政策評価 「指定管理者制度」時代に向けて』慶應義塾大学出版会 2005

## 翻訳
- オードリー・ウィリアムスン『ワーグナーの世界』東京創元社 1976
- 『ドナルド・キーンの音盤風刺花伝』音楽之友社 1977
- ジョン・ソールズベリー『熱い国からの侵入者』集英社 1979
- ドナルド・キーン『音楽の出会いとよろこび 続音盤風刺花伝』音楽之友社 1980 のち中公文庫
- ドナルド・キーン『日本細見』中央公論社 1980 のち文庫
- ドナルド・キーン『ついさきの歌声は』中央公論社 1981
- ドナルド・キーン『わたしの好きなレコード』1987 中公文庫
- スタンリー・セイディ編『新グローヴオペラ事典』土田英三郎と日本語版監修 白水社 2006
- マーリ・マイヤスコウ『イタリア・オペラを支える陰の主役ウバルド・ガルディーニ』藤田茂、向井大策共訳 開成出版 2007
- ドナルド・キーン『ドナルド・キーンのオペラへようこそ！』文藝春秋 2019

## 参考
- 公共ホールの政策評価―「指定管理者制度」時代に向けて - 紀伊國屋書店BookWeb